# Битка код Лаупена
Битка код Лаупена вођена је 21. јуна 1339. године између војске Берна подржаног од стране Старе швајцарске конфедерације са једне и војске Фрајбурга подржаног од Хабзбурговаца са друге стране. Завршена је победом Берна.

## Битка
Лаупен је утврђени замак на десној обали Зензе, од 1324. године је у поседу града Берна. Око њега 1339. године избија тзв. Лаупенски рат. На страну Фрајбурга стају околни династи, традиционални непријатељи Берна. Берн је добио помоћ од Швица, Урија и Унтервалдена (око 1000 људи). Фрајбуржани и њихови савезници опседају Лаупен са 1000 коњаника и 16.000 пешака. Ове бројке потичу из хроника и вероватно су претеране, нарочито за пешаке. Снаге Берна предводио је Рудолф Ерлашки. Дана 21. јуна дошло је до битке под зидинама Лаупена. Претходница Берна, уколико ју је уопште било, растурила се пред надмоћнијим непријатељем, а војници су се склонили у оближњу шуму. Од осталих снага формирана је пуна кара. Фрајбуршки пешаци разбијени су приликом фронталног напада. Горштаци су одолевали нападима коњаника све док их Берњани нису разбили ударом с леђа. У бици је први пут дошло до сарадње швајцарских сељака и грађана. У њој се уочавају и главни елементи будуће швајцарске тактике: збијене пешачке масе које се успешно супротстављају оклопним коњаницима.